# Razgraničenje Turske i Mletaka u Dalmaciji
Granična linija između mletačkog i osmanskog posjeda u Dalmaciji oblikovala se u prvim desetljećima 16. stoljeća i trajala je do kraja 18. stoljeća. Tijekom vremena granica se mijenjala s obzirom na trenutne vojno-političke prilike i odnose na Balkanu i šire.

## Povijesne prilike
Gotovo cijelo vrijeme turske i mletačke nazočnosti na Balkanu, prostor Dalmacije bio je poprište neprekidnih presezanja jedne i druge strane prema njezinu teritoriju, u kojima je sudjelovalo i domaće stanovništvo dalmatinskih gradova i Poljičani.
Stalni pogranični sukobi i osvajački pohodi rezultirali su čestim graničnim promijenama na tom području.
Priobalne dijelove Dalmacije Mlečani su uspjeli trajno zauzeti tek početkom 15. stoljeća, nakon što su od hrvatsko-ugarskog kralja Ladislava Napuljskog kupili prava na rečeni teritorij. Mletačke stečenine na tom području uskoro je ugrozilo Osmansko Carstvo koje je krenulo na snažan prodor prema Zapadu. Početkom 16. astoljeća izbijali su česti sukobi Mlečana i Ugarske protiv nadiruće osmanske sile u kojima su Turci postupno osvajali hrvatske južne krajeve i dolazili nadomak mletačkim posjedima.
Za vrijeme Ciparskog rata, Mlečani su izgubili otok Cipar, ali su dobili manje teritorijalne dobitke u Dalmaciji.
Stagnacijom i opadanjem Otomanskog carstva od kraja 16. stoljeća, odnosno velikom ofanzivom Habsburške Monarhije, sa saveznicima, protiv Turaka (turski poraz pod Bečom 1683., kod Mohača 1687.) dolazi do povlačenja Turaka iz Dalmacije. Za Kandijskog rata (1645. – 1669.) Mlečani su osvojili Klis i dobili nadzor nad Poljicima i Primorjem. Uslijedio je Morejski rat (1684. – 1699.) u koji se uključila i Austrija, a koji je završio turskim porazom i mirom u Srijemskim Karlovcima 1699. godine. Tim mirom, Mlečani su dobili značajna teritorijalna prošitenja u Dalmaciji.
Mleci su uspjeli iskoristiti tursku slabost i napraviti znatne prodore u Dalmaciji, potisnuti ih do Mostara, ali i po prvi put osvojiti Popovo polje i Trebinje i time, s jedne strane, spojiti svoj teritorij u Dalmaciji s područjem Boke kotorske (Mletačka Albanija), ali i odsjeći njima konkurentski Dubrovnik od njegova zaleđa i posve mu onemogućiti trgovinu s Turskom.
Koliko je to Mlecima bilo važno, vidi se i po tome što mirovni sporazum u Srijemskim Karlovcima (26. siječnja 1699.), kojim je dobila gotovo sve što je osvojila u Dalmaciji, Mleci isprva nisu htjeli potpisati. I to samo stoga što im ni car ni sultan nisu htjeli priznati teritorijalni spoj Dalmacije s Bokom. Izgledno je da su Dubrovčani još jednom, ponajprije vještom diplomacijom, uspjeli otkloniti opasnost da ih Mleci okruže i odvoje od zaleđa.

## Nanijeva linija
Nanijeva linija (tal. Linea Nani) je granična linija između mletačkog i turskog posjeda u Dalmaciji, koja je utvrđena sporazumom 1671. godine, po završetku Kandijskog rata. Mlečani su teritorij do te linije kasnije nazivali i "stara stečevina" (acquisto vecchio).

## Grimanijeva linija
Po završetku Morejskog rata 1699. godine, Mlečani su potpisanim mirom dobili sve što su osvojili u Dalmaciji. Pogranična linija bila je određena ovako: Knin – Vrlika – Duare (Zadvarje) – Vrgorac – Čitluk (na Neretvi). Između ovih tvrđava povučeni su pravci, a oko svake je tvrđave dodano područje od jednog sata hoda (prema Turskoj) polukružno. Time je definirana Linea Grimani, kojom su Mleci formalno zaokružili svoje područje u Dalmaciji, kasnije nazvano acquisto nuovo. Međutim, time nisu bili u potpunosti zadovoljni, jer je Knin dobio spoj s ostatkom Hrvatske, a teritorij Dubrovačke republike ostao je netaknut.
Tek uspostavljena granica već je 1714. godine opet bila ugrožena. Turci su objavili rat Mlečanima. U Moreji su imali znatnih uspjeha, no u Dalmaciji su, ponajprije dalmatinski Hrvati, učinili znatne udare na tursko područje (Trilj, Čačvina, Prolog, Plavno, Strmica, Glavaš), a i golema turska vojska od 40.000 ljudi doživjela je neuspjeh pod Sinjom.
Godine 1716. obnovljen je savez Mletaka i Habsburgovaca. Snage austrijskog vojskovođe Eugena Savojskog porazile su Turke kod Petrovaradina i oslobodile Banat, no Mleci u Dalmaciji nisu postigli konkretne uspjehe. Međutim, Mlečani nisu propustili priliku za pokušaj novog prodora kroz Popovo polje kako bi odsjekli Dubrovnik, te ga tako ponovno doveli u teški položaj.
Godine 1717. oslobođen je Beograd od turske vlasti, a u Dalmaciji je providur Alvize Mocenigo osvojio Imotski i obustavio daljnje prodore. Situacija na zapadu, prisilila je Karla VI. na mirovne pregovore i 1718. godine zaključen je mir u Požarevcu, na koji su morali pristati i Mlečani. Odredbama toga mira, a na intervenciju Dubrovčana, Mleci su ponovno morali vratiti Turcima dubrovačko zaleđe. Njihov teritorij kod Kleka je proširen, a od većih gradova dobili su Imotski.

## Mocenigova linija
Nova granična linija, Linea Mocenigo, označena je na terenu od turskog opunomoćenika Mehmed efendi Sialyja i mletačkog Alviza Moceniga 1721. – 1723. Išla je od Kleka do Žapske gore, povrh Metkovića, Imotskog, Sinja, Vrlike i Knina, bez prevarom uzete Imotske bekije. Svoje novo područje Mlečani su nazvali acquisto nuovissimo, najnovija stečevina. Posebnost ovog rješenja je koridor između Neuma i Kleka, koji je ostao Turcima (i analogan na Sutorini, prema mletačkoj Boki). Tako su se Dubrovčani i fizički odvojili od mletačkih posjeda u Dalmaciji. I dok je prethodna Grimanijeva linija izdržala jedva desetak godina, ova je potrajala praktički do danas i još uvijek ima karakter međudržavne međe.